# Micrulia rufula
Micrulia rufula là một loài bướm đêm trong họ Geometridae.